# Phyllanthus heterotrichus
Phyllanthus heterotrichus är en emblikaväxtart som beskrevs av Cyrus Longworth Lundell. Phyllanthus heterotrichus ingår i släktet Phyllanthus och familjen emblikaväxter. Inga underarter finns listade i Catalogue of Life.